# Diospyros onanae
Espèce
Statut de conservation UICN

 EN  : En danger
Diospyros onanae est une espèce de plante à fleurs du genre Diospyros, endémique du Cameroun et fortement menacée. Elle a été décrite par George Gosline en 2009.
Elle doit son épithète spécifique au botaniste camerounais Jean-Michel Onana.

## Description
C'est un arbuste ou un arbre pouvant atteindre jusqu'à 20 m de hauteur. Un individu de seulement 4 m de haut a été observé en fleur.

## Répartition et habitat
Il se trouve dans deux localités en forêts de plaine, dans la région Sud du Cameroun a Banga Bekele (Kumba) et au Sud-Ouest a Minkok (Ebolowa). Ces localités sont distantes de 270 km. Il a également été observé a 816 m d'altitude dans les Monts Mbam Minkom a proximité de Yaounde (collecte V. Deblauwe 350).